# Stagonopleura oculata

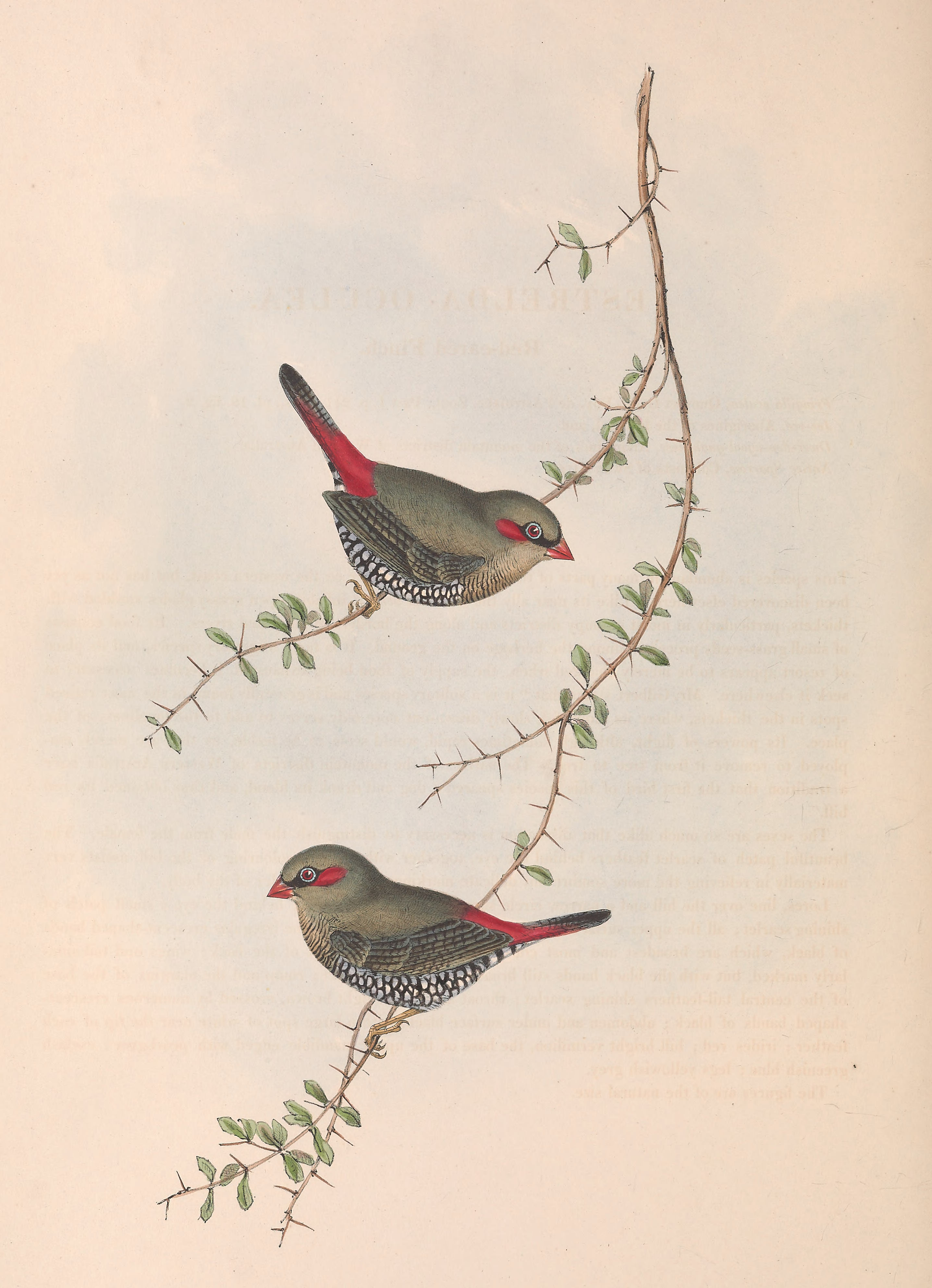

Красноухая очковая амадина (лат. Stagonopleura oculata) — вид птиц семейства вьюрковых ткачиков рода бриллиантовые амадины (Stagonopleura).

## Распространение
Эндемичный вид юго-западного угла Австралии. Этот вид редко встречается в пределах своего ареала, хотя он может быть распространен в нетронутых человеческой деятельностью местах, таких как, густые леса и заросшие пустоши вокруг оврагов, рек и болот. Плотность популяций увеличивается в прибрежных районах его ареала, особенно на юге.

## Описание
Окраска пёстрая, яркая. Радужная оболочка красного или тёмно-коричневого цвета, окологлазное кольцо — бледно-голубое, а ноги — тёмно-розово-коричневые. Клюв у обоих полов красный. Средний размер взрослой птицы составляет около 125 миллиметров в длину. Масса самцов составляет 11,4—16,0 г, у самок — более узкий диапазон 12,5—13,6 г. При использовании выборки из тридцати самцов и пятнадцати самок средняя длина крыла составляет 56,2 мм, клюва 11,8 мм, хвоста 43,7 мм для самцов; самка имеет среднюю длину крыла 56,4 мм, клюв 11,6 мм, хвост 42,4 мм.

## Таксономия
Вид был впервые описан в 1832 году французскими зоологами Жаном Куа (Jean René Constant Quoy; 1790—1869) и Жозефом Гемаром (Joseph Paul Gaimard; 1796—1858) под первоначальным названием Fringilla oculata. Это описание было опубликовано в зоологическом томе по итогам кругосветного путешествия с 1826 по 1829 годы под командованием Жюля Себастьена Сезара Дюмон-Дюрвиля на судне «Астролябия», на основании экземпляра, собранного Жаном Куа и Жозефом Гемаром в затоке King George Sound.